# Huelma
Huelma es una localidad y municipio español situado en la parte meridional de la comarca de Sierra Mágina, en la provincia de Jaén, comunidad de Andalucía. Limita con los municipios jienenses de Noalejo, Cambil, Albanchez de Mágina, Bedmar y Garcíez, Bélmez de la Moraleda, Jódar y Cabra del Santo Cristo; y con los granadinos de Alamedilla, Guadahortuna y Montejícar. Por su término discurren los ríos Gargantón y Jandulilla.
Cuenta con una población de 5522 habitantes (INE 2024).
El municipio huelmense comprende los núcleos de población de la Huelma —capital municipal— y Solera.

## Toponimia
El nombre de Huelma, originiariamente Walda(t) al-ma, debió aparecer entre los siglos XI y XIII, puesto que está ausente en el período anterior. Walda(t) al-ma, que ha perdido la /d/ intervocálica, significa nacimiento de agua. Puede apuntarse incluso la existencia de una homonimia con el Guelma argelino o el Guelmes marroquí, pues ambas poblaciones están situadas en la montaña y caracterizadas por la abundancia y la calidad de sus aguas, al igual que la localidad jienense. Cabe la posibilidad de que Huelma se trate de un asentamiento bereber que reprodujese el nombre del lugar de origen de sus fundadores.

## Geografía
Limita con los siguientes municipiosː al norte Albanchez de Mágina, Bedmar y Garcíez y Bélmez de la Moraleda; al oeste Cambil y Noalejo; al sur Alamedilla, Guadahortuna y Montejícar; y al este Cabra del Santo Cristo.
En cuanto a la hidrología, las aguas del Jandulilla pertenecen a la subcuenca del Guadiana Menor.

## Naturaleza
El 10 por ciento del municipio se encuentra dentro del parque natural de Sierra Mágina. Hay diversos montes públicosː el propio parque de Sierra Mágina, la Umbría del Cerro Huelma y El Buitre. Hay varias rutas señalizadas como la ruta saludable del cordel del Salado y camino de las Borregueras, y el sendero de subida al Pico Mágina y Miramundos. Además, junto al Santuario de la Virgen de la Fuensanta hay un área recreativa entre pinares.
La ruta por el Karst de Sierra Mágina es una de las especialmente recomendadas dentro del parque natural porque que permite observar prados, matorral, sabinar y vegetación de las cumbres (piorno azul, piorno fino, correhuela de montaña, tomillo y arenaria alfacarensis), así como las formaciones de karst, pozos de nieve, águilas reales y perdiceras, collalba gris y mirlo capiblanco, un campo de dolinas y lapiaces muy desarrollados. El recorrido es desde la Tosquilla al Pico Mágina, con una dificultad medio-alta.

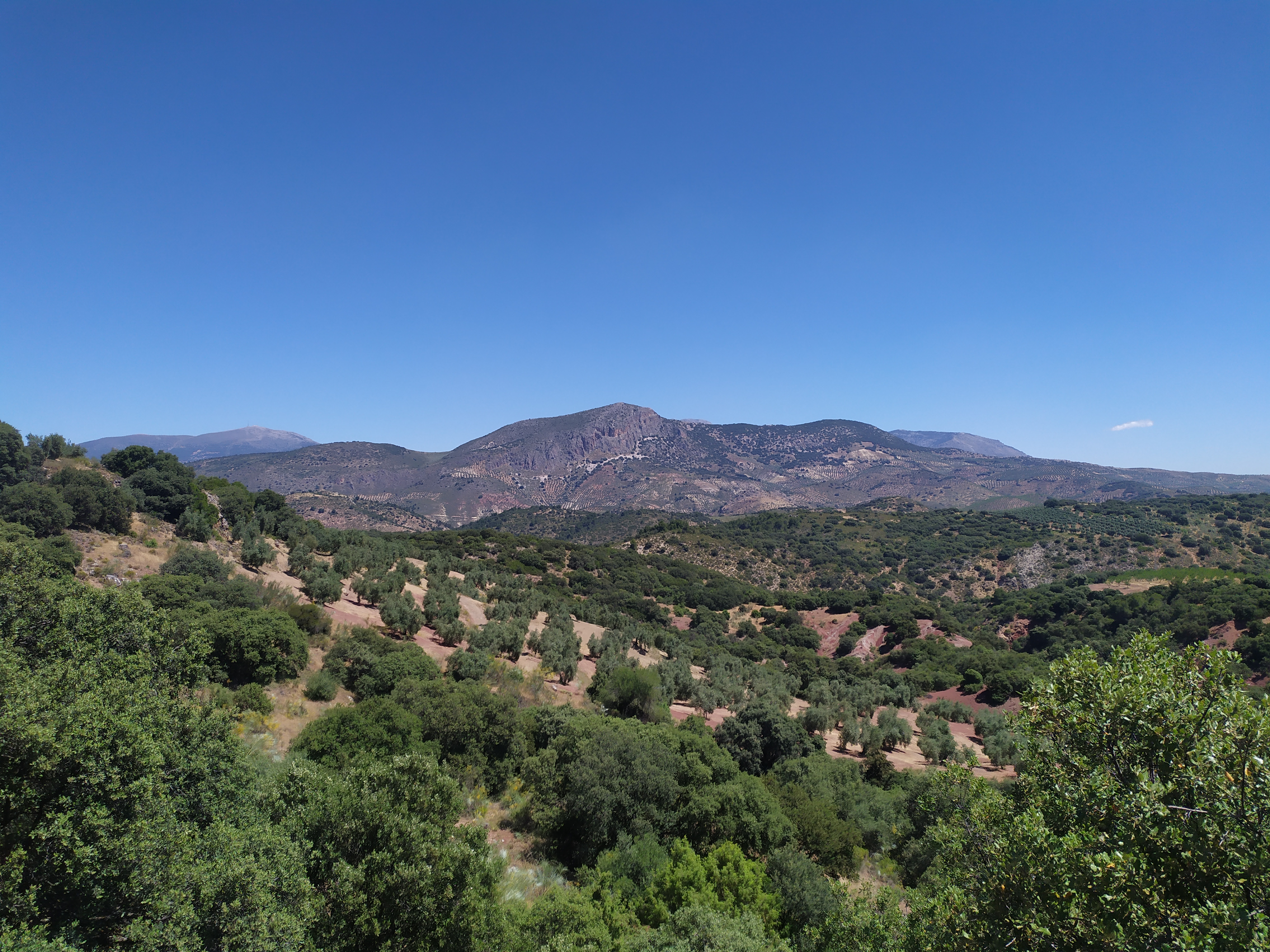
Pico de la Laguna (1526) y Las Borregueras en Huelma

Huelma cuenta con un singular recurso geológico en el cerro de Cabeza Montosa. Es de alto interés didáctico e interés turístico y científico, siendo uno de los mejores ejemplos de series volcanosedimentarias.
En cuanto a la fauna destaca la explotación de la oveja montesina, en peligro de extinción.

## Historia

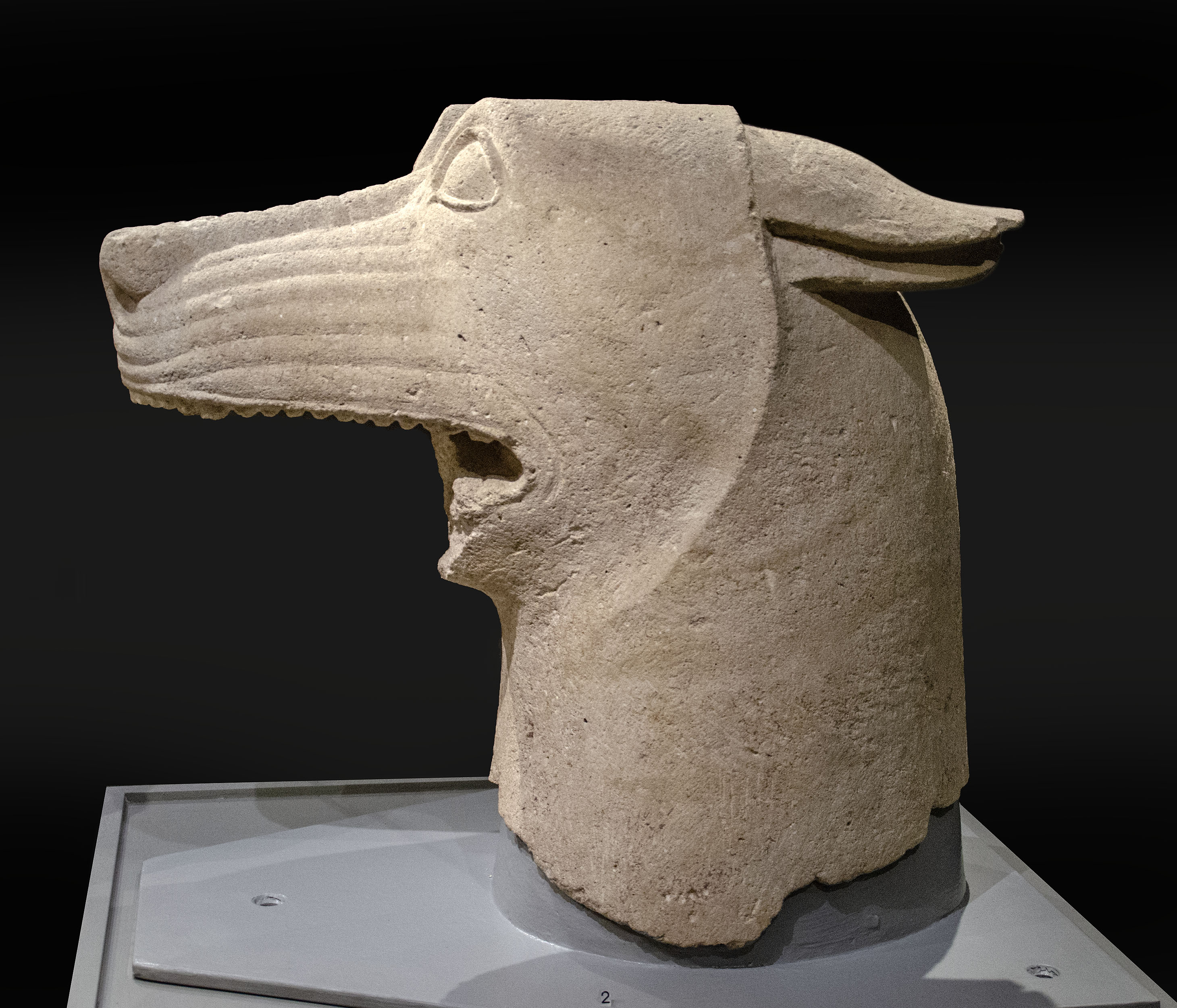
Escultura ibérica del Lobo del Pajarillo hallado en el yacimiento del cortijo del Pajarillo,, Museo Íbero de Jaén.

El río Jandulilla a su paso por el término de Huelma ha constituido un corredor natural de tránsito de norte a sur entre el valle del Alto Valle del Guadalquivir, la Vega de Granada y la Hoya de Guadix, que son las zonas donde históricamente se producen las mayores y más antiguas concentraciones de población. De la época íbera datan los hallazgos del santuario del Cortijo del Pajarillo y hallazgos en el barranco de Sótar. Además, se han localizado yacimientos de época romanos como sepulturas, lápidas, monedas y cerámica terra sigillata relacionados con actividades agrícolas en las vegas y mineras para la extracción de hierro, además del acueducto de origen romano de Fuente de la Peña. Se han encontrado también restos constructivos de origen altomedieval.
Para conocer el origen del poblamiento en este municipio, debemos remontarnos al siglo IX, durante el emirato Omeya de al-Ándalus, fecha en la cual se cree que comenzó la construcción del primer asentamiento estable que, con el paso del tiempo, dio lugar al actual pueblo. Durante el Califato de Córdoba de al-Ándalus se encontraba en el borde norte de la demarcación económica y administrativa de la Cora de Elvira y su denominación era Walma. La población de la Huelma andalusí estaría compuesta por los cinco grupos étnicos, característicos de todas las ciudades de esta época (judíos, bereberes, árabes, muladíes y mozárabes). En cuanto al número de pobladores, durante la etapa Omeya, Martos Quesada, estima en unos 40-50 habitantes en el siglo IX, y unos 80-100 habitantes ya durante el califato en el siglo X. Su riqueza, provenía de la ubicación como cruce de caminos, del cultivo de olivos y de alguna producción artesanal Tras la caída del califato, Huelma pierde protagonismo histórico, siendo escasas las noticias que tenemos de ella; lo único que se conoce es que durante los reinos de taifas, cae en manos del reino zirí de Granada; este periodo será nefasto para la localidad que inicia un periodo de deterioro y semi-abandono. No obstante, en el siglo XIII, volverá a recuperar su esplendor, pues se convierte de nuevo en un enclave fronterizo de los reinos cristianos con el Reino de Granada.
En 1245 el rey castellano Fernando III y el rey granadino Alhamar firman el pacto de Jaén fijando la que sería la frontera entre ambos reinos durante casi dos siglos, siendo Jódar la frontera sur castellana y Huelma la frontera norte nazarí de Sierra Mágina. Durante los s. XIII y XIV se encuentra en el territorio fronterizo y eran frecuentes las razias e incursiones de los almogáraves de la Corona de Castilla por lo que la población pasó a organizarse en torno al castillo de Huelma y Solera y a deber obediencia a sus alcaides, aun así la población de una zona densamente poblada desde la antigüedad queda muy mermada.
Durante la conquista cristiana cambió varias veces de manos, hasta que en 1438 la rindió finalmente el Capitán Mayor de la frontera giennense Don Íñigo López de Mendoza, primer Marqués de Santillana. Tras ésta y otras derrotas el rey nazarí Muhámmed IX de Granada, el zurdo, solicitó una tregua a la Corona de Castilla. Además de Huelma se rinde también la Torre del Lucero, y los reyes nazaríes firmaron una nueva tregua hasta 1442. En 1463 Enrique IV entregó el señorío y tenencia de Huelma a Don Diego de la Cueva, de la casa de Albunquerque. En 1509 Las dehesas de Fuente Leyva, Cabrita y Sierra Mágina (Mata Bejid) fueron repartidas en vecindades. Del s. XVI data la Iglesia de la Inmaculada Concepción en estilo renacentista y obra del arquitecto Andrés de Vandelvira
Durante la Guerra de la Independencia Hermenegildo Bielsa, primer comandante general de las Guerrillas de Jaén, una vez perdido el paso de Despeñaperros y la ciudad de Jaén (1808), destaca partidas en Pozo Alcón, Huelma, Cabra del Santo Cristo, Quesada y Beas con la intención de recoger dispersos e incomodar al ejército francés con acciones continuas de guerrilla. En esta fecha el Ejército Español se encuentra en Elche por lo que las partidas de Bielsa se encuentran rodeadas por el ejército francés. También durante el s. XIX se produce la desamortizacion del Convento de los Agustinos. En 1834 se crea el partido judicial de Huelma, que comprendía Cabra del Santo Cristo, Larva, Tarahal (Huesa), Belmez de la Moraleda, Cambil, Campillo de Arenas, Cárchel, Carchelejo y Noalejo. En 1965 con la mejora de las comunicaciones entre las poblaciones fue agregado al partido judicial de Jaén. A finales del s. XIX el Diccionario Geogáfico Estadístico de España y Posesiones de Ultramar se recoge un plano de Huelma con la disposición ortogonal de sus calles con amplias manzanas, con casas con corrales y huertos.
La localidad de Solera fue asimilada dentro del municipio de Huelma en 1975, ya que hasta entonces era un municipio independiente. A partir del último tercio del siglo XX se produjo el éxodo rural a poblaciones industriales y turísticas de España y de Francia, Suiza y Alemania.

## Demografía
Cuenta con una población de 5522 habitantes (INE 2024).
| Gráfica de evolución demográfica de Huelma entre 1842 y 2021 |
| |
| Población de derecho según los censos de población del INE. Población de hecho según los censos de población del INE.En 1975 crece el término del municipio porque incorpora a Solera. |

## Barrios y otros núcleos
Los principales son Plaza Nueva, el Barrio, el Barranco y el Cerro, la Peralea, la Calesera y los Lavaderos, las Vegas y Majuelo.

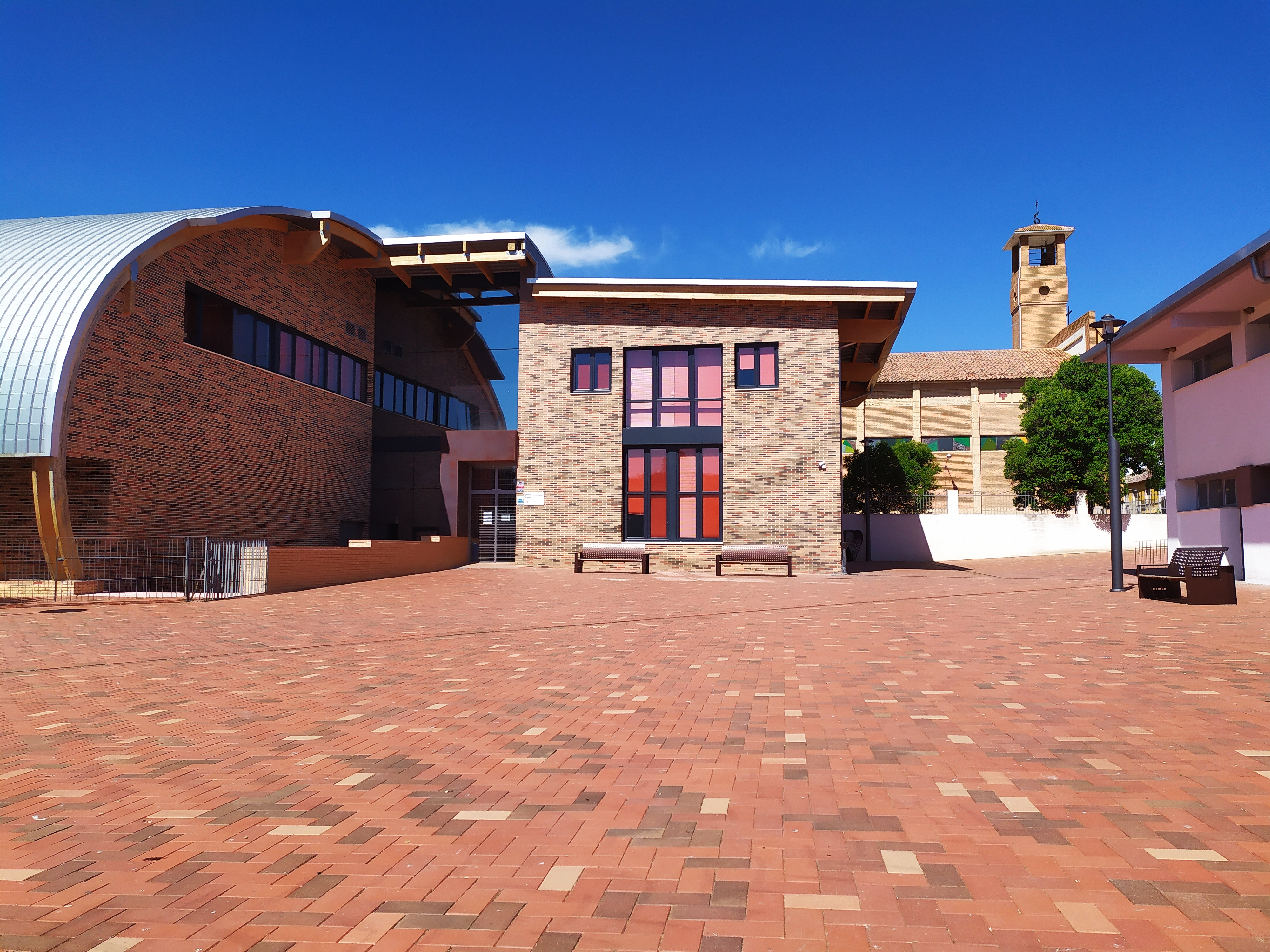
Centro Comarcal de Servicios Sociales de Huelma (Jaén)

Además, dentro del municipio de Huelma se encuentran la localidad de Solera y las pedanías de Cabrita y La Villa y Campo del Moral.

## Organización político-adminisrativa

### Elecciones municipales
| Elecciones municipales desde 1979                      | Elecciones municipales desde 1979 | Elecciones municipales desde 1979 | Elecciones municipales desde 1979 | Elecciones municipales desde 1979 | Elecciones municipales desde 1979 | Elecciones municipales desde 1979 | Elecciones municipales desde 1979 | Elecciones municipales desde 1979 | Elecciones municipales desde 1979 | Elecciones municipales desde 1979 | Elecciones municipales desde 1979 | Elecciones municipales desde 1979 |
|                                                        | 1979                              | 1983                              | 1987                              | 1991                              | 1995                              | 1999                              | 2003                              | 2007                              | 2011                              | 2015                              | 2019                              | 2023                              |
| ------------------------------------------------------ | --------------------------------- | --------------------------------- | --------------------------------- | --------------------------------- | --------------------------------- | --------------------------------- | --------------------------------- | --------------------------------- | --------------------------------- | --------------------------------- | --------------------------------- | --------------------------------- |
| AP/PP                                                  | -                                 | 3                                 | 3                                 | 2                                 | 4                                 | 3                                 | 2                                 | 3                                 | 4                                 | 2                                 | 2                                 | 5                                 |
| PCE/IU                                                 | 4                                 | 6                                 | 4                                 | 3                                 | 3                                 | 5                                 | 4                                 | 4                                 | 5                                 | 7                                 | 6                                 | 5                                 |
| PSOE                                                   | 4                                 | 4                                 | 6                                 | 8                                 | 6                                 | 5                                 | 7                                 | 6                                 | 4                                 | 4                                 | 5                                 | 3                                 |
| PODEMOS                                                | -                                 | -                                 | -                                 | -                                 | -                                 | -                                 | -                                 | -                                 | -                                 | -                                 | -                                 | 0                                 |
| UCD                                                    | 5                                 | -                                 | -                                 | -                                 | -                                 | -                                 | -                                 | -                                 | -                                 | -                                 | -                                 | -                                 |
| VHS                                                    | -                                 | -                                 | -                                 | -                                 | -                                 | -                                 | -                                 | -                                 | -                                 | 0                                 | -                                 | -                                 |
| En negrilla el partido más votado                      |                                   |                                   |                                   |                                   |                                   |                                   |                                   |                                   |                                   |                                   |                                   |                                   |
| Fuente: Datos de las elecciones municipales desde 1979 |                                   |                                   |                                   |                                   |                                   |                                   |                                   |                                   |                                   |                                   |                                   |                                   |

### Alcaldía
| Periodo   | Nombre                           | Partido |
| --------- | -------------------------------- | ------- |
| 1979-1983 | Leocadio Fernández García        | PCE     |
| 1983-1987 | Leocadio Fernández García        | PCE     |
| 1987-1991 | Francisco Vico Aguilar           | PSOE    |
| 1991-1995 | Francisco Vico Aguilar           | PSOE    |
| 1995-1999 | Francisco Vico Aguilar           | PSOE    |
| 1999-2003 | Leocadio Fernández García Arjona | PSOE    |
| 2003-2007 | Francisco Vico Aguilar           | PSOE    |
| 2007-2011 | Francisco Vico Aguilar           | PSOE    |
| 2011-2015 | Francisco Manuel Ruiz García     | IU      |
| 2015-2019 | Francisco Manuel Ruiz García     | IU      |
| 2019-2023 | Francisco Manuel Ruiz García     | IU      |
| 2023-act. | Ana María Guzmán Cano            | PP      |

## Economía
Se trata de un municipio importante en la comarca desde el punto de vista económico. La industria principal es la fabricación de muebles de madera incluyendo muebles de cocina, con mercados nacionales e internacionales y que ha sabido renovarse desde la anterior crisis. La industria cárnica también tiene una importancia relativa y el sector textil, antaño muy asentado, está prácticamente deslocalizado. Existe un numeroso y variado tejido comercial y empresas de servicios y hostelería que cubren las necesidades de los vecinos y de las poblaciones próximas. Huelma cuenta además con importantes activos para el turismo cultural, de naturaleza y de deporte. El sector de la agricultura y la ganadería es el que más trabajadores emplea, seguido del de los servicios. Dentro del tejido empresarial hay también almazaras y envasadoras de aceite con la certificación de la Denominación de Origen Sierra Mágina.

### Expohuelma
Desde 1983 se celebra uno de los hitos de la comarca, la Feria de Muestras del parque natural Sierra Mágina o ExpoHuelma. Se trata de una importante muestra de maquinaria agrícola junto con una feria ganadería con una señalada muestra de razas autóctonas en peligro de extinción y una feria empresarial de industria agroalimentaria, turismo activo, la innovación y energía renovables, mueble, aceite de oliva, entre otros sectores.

### Evolución de la deuda viva municipal
| Gráfica de evolución de Deuda viva del Ayuntamiento de Huelma entre 2008 y 2019                                |
| |
| Deuda viva del Ayuntamiento de Huelma en miles de Euros según datos del Ministerio de Hacienda y Ad. Públicas. |

## Comunicaciones
Por carretera el eje norte sur es la A-401, desde la A-92 en Darro a la A-32 en Úbeda. Hacia el este la A-324 enlaza con la A-44. Cuenta con líneas de autobuses que conectan con Jaén (Mágina Sur & Bayona), Granada (Marcos Muñoz) y Úbeda (Muñoz Amezcua) y Almería (Alsa). Cuenta con la estación de tren de Huelma, en la línea Madrid - Almería y actualmente sin parada. Tiene también la vía pecuaria vereda de Mágina.

## Patrimonio

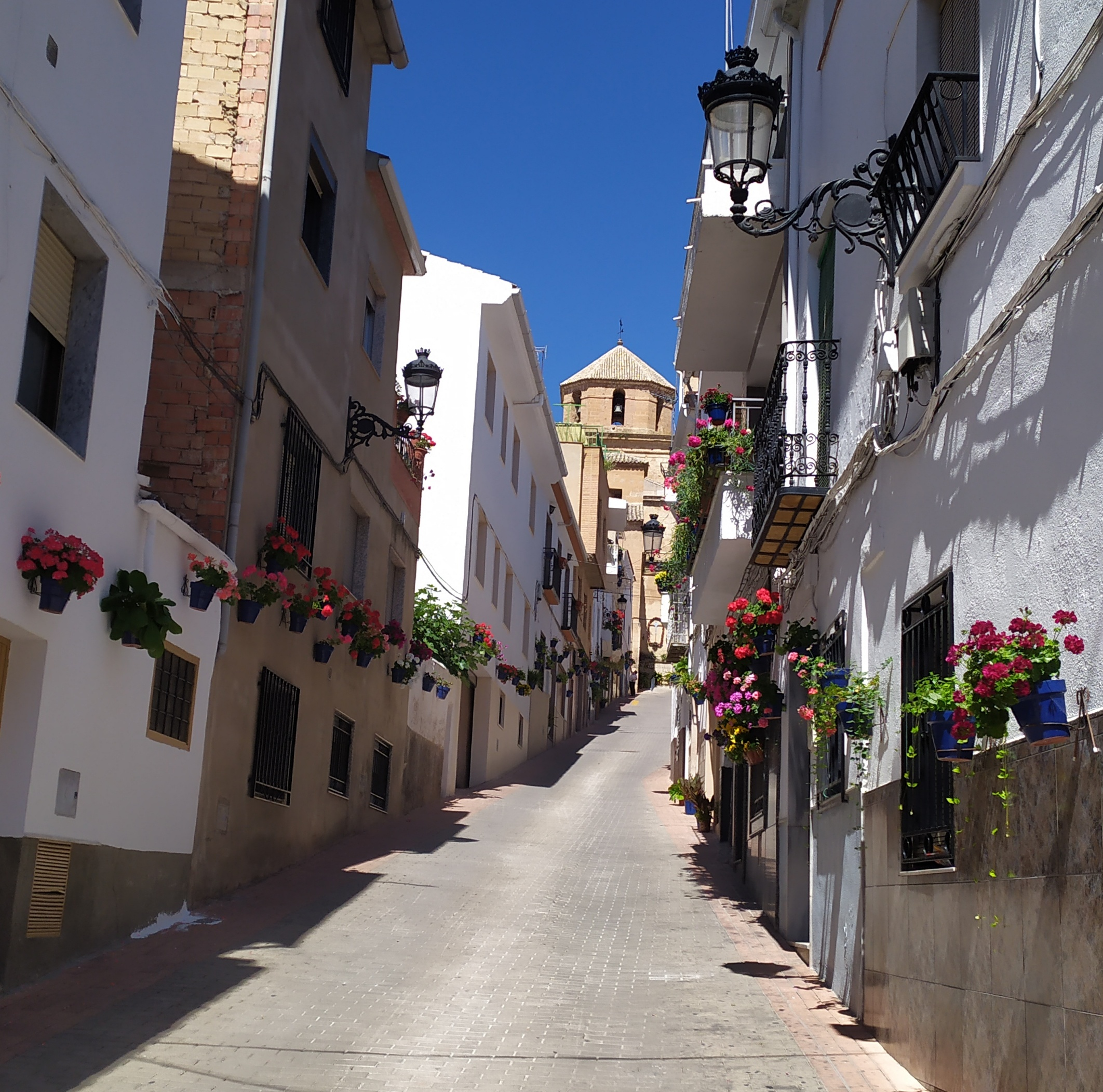
Calle Umbría con la iglesia de la Inmaculada Concepción al fondo.

El conjunto histórico de Huelma fue inscrito como Conjunto Histórico-Artístico el 18 de junio de 1971, convirtiéndose posteriormente en Bien de Interés Cultural.
Se puede destacar dentro del mismo los siguientes elementos (todos ellos con su propia inscripción como B.I.C):
- Castillo de los Duques de Alburquerque o de Huelma[27]
- Iglesia de la Inmaculada Concepción (Huelma)[28]
- Villa de Huelma y recinto amurallado

Por otro lado existen otros bienes inscritos como B.I.C dentro del municipio como son:
- Santuario íbero del Pajarillo[29]
- Castillo de Solera[30]

Además se encuentran los siguientes monumentos:
- Santuario de la Virgen de la Fuensanta
- Acueducto de la Fuente de la Peña
- Centro de Interpretación El Pajarillo, antiguo cabildo y cárcel
- Fuente del Santo y pilar de la calle Ancha
- Ermita de San Sebastián (Huelma)

## Cultura

### Semana Santa
La Semana Santa de Huelma tiene un carácter singular dentro de la comarca, cuenta con la participación de numerosas cofradías y a sus desfiles procesionales asisten multitud de vecinos ya sea por religiosidad o por tradición.

### Fiestas

#### Fiestas de mayo y romería de septiembre
Se trata de las fiestas en honor a la Virgen de la Fuensanta, patrona de Huelma. Las de mayo se celebran el primer fin de semana de mayo y se produce el traslado de la Virgen de la Fuensanta y Santa Lucía desde su santuario a la iglesia parroquial de la Inmaculada Concepción, participando cada año un mayor número de carrozas y romeros. El primer domingo de septiembre se celebra la romería en el Santuario de la Virgen de la Fuensanta. Son organizadas por la Cofradía de Nuestra Santísima Virgen de la Fuensanta, el Ayuntamiento y la Parroquia de Huelma.

#### Carnaval
Tiene una gran popularidad. La organiza el Ayuntamiento de Huelma y Peña Carnavalesca El Cuchíbiri. Desde 1989 de celebra el Concurso de Agrupaciones de chirigotas y comparsas, además hay pasacalles, concursos y baile del carnaval. Para cerrar los festejos, desde 2013 se celebra "La Rellená del Carnaval".

#### Feria de agosto
También llamada de San Agustín. Durante estas fiestas tiene lugar la Feria de Muestras ExpoHuelma. Además, desde 1970 se celebra el certamen de "La Serranilla de Mágina", al que acude un representante de cada pueblo de la comarca.

#### Fiestas populares en el municipio
En mayo son las fiestas de San Isidro en Solera. En junio son las fiestas de Cabrita y AA.VV. Baceba. En julio son las fiestas de la AA.VV. La Calesera y AA.VV. La Unión Plaza Nueva. En agosto son las fiestas del emigrante en Solera y de la Villa y Campo del Moral.

### Cofradías
Hay diversas asociaciones de carácter religioso como las cofradías penitenciales de la Semana Santa de Huelma, la Cofradía de la Stma. Virgen de la Fuensanta y Santa Lucía, la Hermandad de San Isidro Labrador de Huelma, la Adoración Nocturna Masculina Huelmense, la Adoración Nocturna Femenina Huelmense y el Cuerpo de Costaleros del Corpus Christi.

### Gastronomía
Son típicos los guisos de habas con bacalao, choto al ajillo, andrajos con bacalao, migas y gachas.

### Huelma en la literatura
En la Crónica del Halconero de Juan II se describe la toma de Huelma

A 21 dias de abril tomó Yñigo Lopez de Mendoça, por fuerça de armas, a Huelma, vnavilla de moros... E el castillo de Huelma se detu-bo ciertos dias despues que la villa fue tomada, e al fin fue entrado
Crónica del Halconero

A principios del s. XIX, durante la Guerra Realista, el militar francés de los Cien Mil Hijos de San Luis Alfred Armand Robert de Saint-Chamans, Conde de Saint Chamains, realiza parada en Huelma y ésta queda recogida en su libro de memorias Mémoires du général Comte de Saint-Chamans, ancien aide de camp du Maréchal Soult. En 1832 Caroline Elizabeth Wilde Cushing, mujer del embajador estadounidense Caleb Cushing, menciona Huelma en su libro de viajes.

## Deporte
Los deportes mayoritarios son el fútbol y el balonmano. El C.P. Huelma juega en la 1.ª Andaluza Sénior de Fútbol de Jaén en el polideportivo San Marcos. El Mobadent Centro Dental BM Huelma juega en el Grupo A de la 1.ª Fase de la 1.ª División Nacional Femenina de balonmano.

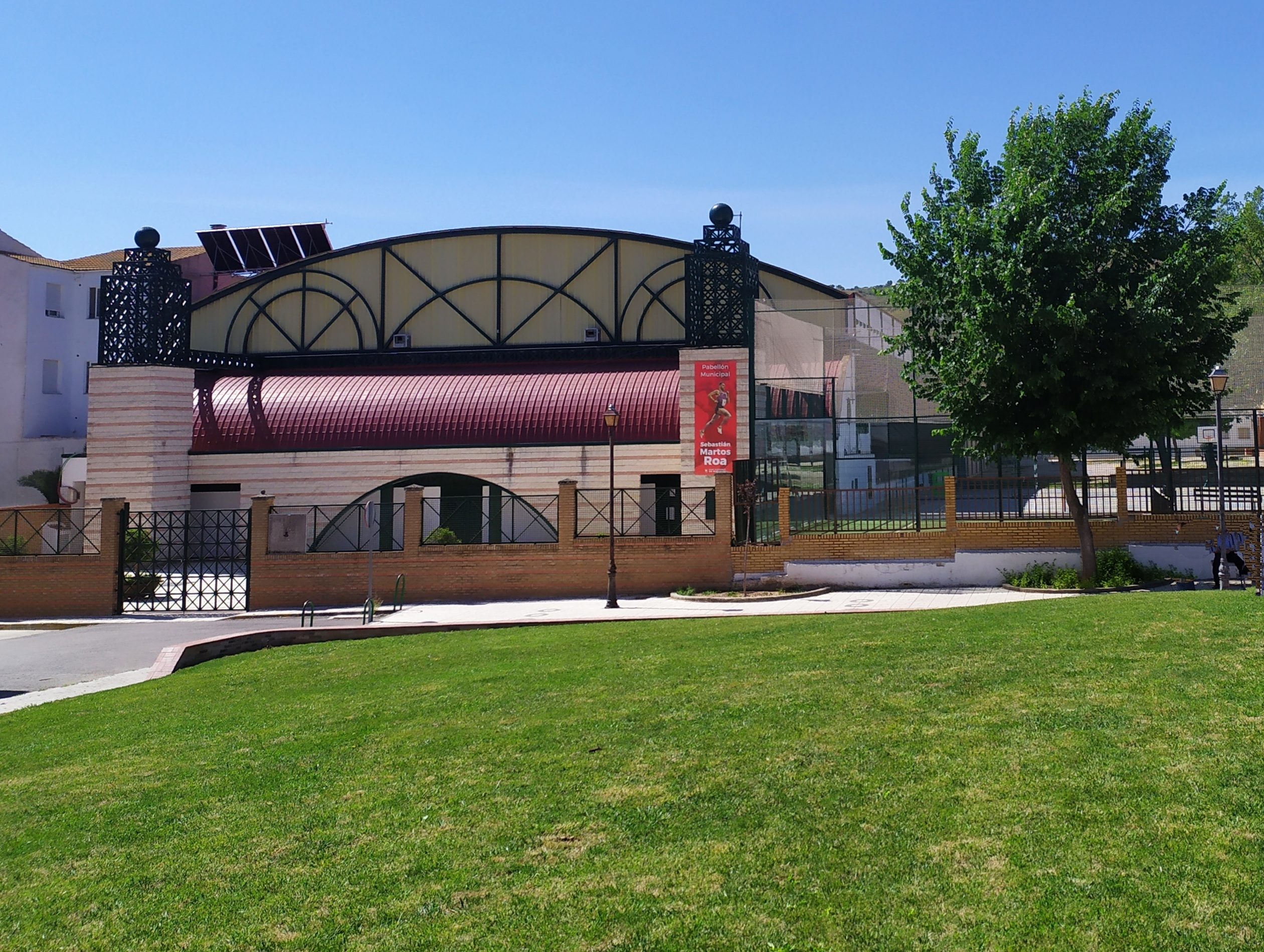
Pabellón polideportivo Sebastián Martos.

El club de ajedrez Amigos del Tablero está en la liga provincial de ajedrez y el club de atletismo Huelma 2003 participa en las competiciones de la diputación. Cuenta con el equipo de baloncesto Albunquerques de Huelma. Hay escuelas municipales de patinaje, pádel, atletismo, ajedrez, ciclismo, fútbol sala, fútbol 7, baloncesto, balonmano y gimnasia.
Gracias a su proximidad al parque natural de Sierra Mágina y por contar con amplios espacios naturales se pueden practicar los deportes de naturaleza como el senderismo, escalada, trail running, bicicleta de montaña, orientación o espeleología.
Desde 2003 se celebra la Carrera Popular "Ruta de los Íberos" Huelma.
Cuenta con las siguientes instalaciones deportivasː Pabellón Sebastián Martos Piscina municipal, Polideportivo San Marcos, Gimnasio Sebastián Martos y el Pabellón Expohuelma.

## Hermanamientos
- La Flèche, Francia[38]
- Santa Coloma de Gramanet, España[39]